# Робертс, Айвор
Айвор Робертс (англ. Ivor Anthony Roberts; 24.09.1946, Ливерпуль) — британский дипломат.
Обучался в кросбийском колледже св. Мэри и оксфордском Keble колледже, получил степень в современных языках (1968) и магистра искусств (1972).
На службе в Форин-офис с 1968 года.
В 1989—1993 годах посланник Великобритании в Испании.
С 1994 года поверенный в делах и генеральный консул в Белграде, с признанем Югославии Великобританией в том же году — посол, по 1997 год.
В 1999—2003 годах посол Великобритании в Ирландии.
В 2003—2006 годах посол Великобритании в Италии.
Будучи на этом посту, в СМИ просочилось его высказывание о президенте США Буше в преддверии президентских выборов в США 2004 года, Айвор Робертс назвал Джорджа Буша лучшим вербовщиком "Аль-Каиды".
Оставил дипломатическую службу в сентябре 2006 года в связи с занятием поста президента оксфордского Тринити-колледжа.
В 2007 году отказался подписать ноту Форин-офис, обязывающую всех бывших служащих министерства соблюдать правила конфиденциальности до конца жизни, назвав их «невыносимым и суровым».
Рыцарь-командор ордена Святого Михаила и Святого Георгия (2000).